# Schwarzlose Model 1908
Schwarzlose Model 1908 là loại súng ngắn bán tự động do Andreas Wilhelm Schwarzlose thiết kế. Trước khi trở thành nhà thiết kế vũ khí, ông đã làm việc như một thợ gia công các loại vũ khí cho đế quốc Áo-Hung sau đó mở một nhà máy vũ khí cho riêng mình tại Berlin. Với kinh nghiệm có được ông đã thiết kế và chế tạo các loại vũ khí độc đáo khác nhau tại nhà máy của mình trong đó khẩu M1908 được chế tạo từ năm 1908 đến năm 1911.

## Thiết kế
M1908 sử dụng cơ chế nạp đạn blow forward đẩy nòng, đây là cách hoạt động rất hiếm khi được sử dụng. Nó có khóa nòng cố định, các bộ phận điểm hỏa nằm cố định và không có khối trượt. Với hệ thống nạp đạn này thì khi viên đạn tạo ra độ phản lực thì nòng súng sẽ bị áp lực đẩy lên phía trước chứ không phải khối trượt sẽ bị đẩy ra phía sau như các loại súng khác. Khi nòng súng di chuyển lên phía trên vò đạn cũ sẽ bị áp lực ép dính vào khóa nòng ra khỏi nòng súng và bị đẩy ra ngoài sau đó lò xo sẽ đẩy nòng súng trở về chỗ cũ bọc viên đạn mới đã được đưa lên thế chỗ để chuẩn bị bắn tiếp. Nút khóa an toàn nằm ngay phía trước cò súng.
Hệ thống nhắm cơ bản của súng là điểm ruồi sử dụng loại đạn 7.65 mm Browning (.32 ACP) với hộp đạn rời 6 viên.